# Codex Breslau
Der Codex Breslau (Mf 2016) ist eine um 1510 entstandene Musikhandschrift. Er stammt aus einem böhmischen Kloster und gelangte 1812 im Zuge der Säkularisation an die Universität Breslau. Heute wird er in Warschau aufbewahrt.
Der Codex enthält 9 Messen und Messenteile, 6 Magnifikatsätze, 15 Hymnen, 3 Lamentationen, 45 Motetten, 3 weltliche Stücke und 11 Stücke ohne Text. Als Komponisten werden Aulen, Flordigal Uldaric, Bartholomeus Anglicus und Heinrich Isaac genannt, bei zahlreichen Sätzen wird jedoch kein Verfasser angegeben. Durch Konkordanzen sind als weitere Komponisten Adam von Fulda, Alexander Agricola, Josquin Desprez, Loyset Compère, Johannes Ockeghem und Gaspar van Weerbeke erschließbar, mehrere Stücke blieben jedoch anonym.